# Курбатовщина
Курбатовщина — деревня в Велижском районе Смоленской области России. Входит в состав Печенковского сельского поселения. По состоянию на 2007 год постоянного населения не имеет. 
Расположена в северо-западной части области в 10 км к юго-востоку от Велижа, в 0,5 км западнее автодороги Р133 Смоленск — Невель. В 70 км южнее деревни расположена железнодорожная станция Голынки на линии Смоленск — Витебск. 

## История
В годы Великой Отечественной войны деревня была оккупирована гитлеровскими войсками в июле 1941 года, освобождена в сентябре 1943 года. 